# Espai històric de les Devees
Espai històric de les Devees és un conjunt amb restes de la Guerra Civil de la Fatarella protegida com a bé cultural d'interès local.

## Descripció
L'espai històric les Devees ressegueix el camí dels Montagudells que comunica el poble de la Fatarella amb el nus de les Camposines. Aquest indret, també anomenat E-022, és un dels fragments més ben conservats d'aquesta línia defensiva.
Hi ha dos conjunts diferenciats: hi ha dos grups de refugis i un conjunt de trinxera amb altres elements complementaris. Un dels refugis fou construït aprofitant antic un forn de calç. En un nivell superior al dels refugis hi ha una línia de trinxera fent ziga-zaga, d'uns 20 metres, amb sengles pous de tirador a banda i banda. El conjunt defensiu es comunica amb els refugis mitjançant una trinxera.

## Història
L'espai històric de les Devees formava part de la xarxa defensiva que l'exèrcit republicà va anar bastint al llarg de la riba dreta del riu, per tal d'aturar l'ofensiva franquista. Aquest espai ocupa els primers metres del camí dels Montagudells situat en un indret estratègic, pròxim al nucli urbà, i va ser ocupat per la 35a Divisió Internacional de l'exèrcit republicà el 25 de juliol de 1938.
Aquesta zona no fou ocupada per les forces franquistes fins gairebé el final de la batalla de l'Ebre, entre els dies 11 i 12 de novembre, quan el front republicà del sud ja havia perdut les serres de Cavalls i Pàndols i les poblacions de Pinell de Brai, Miravet i Móra d'Ebre.
Sembla, que tot i que era un lloc estràtegic, l'ocupació es va fer de forma pacífica quan els republicans ja s'havien retirat cap a Ascó.